# Ружани (Західнопоморське воєводство)
Ружани (пол. Różany) — село в Польщі, у гміні Боболиці Кошалінського повіту Західнопоморського воєводства.
У 1975-1998 роках село належало до Кошалінського воєводства.